# Universidade Paris-Est-Créteil-Val-de-Marne
A Universidade Paris-Est-Créteil-Val-de-Marne é uma universidade em Paris. Ele está localizado na Ilha de França em três departamentos: Vale do Marne, Sena e Marne e Seine-Saint-Denis. A UPEC reúne treze faculdades, institutos e escolas, bem como um observatório e uma escola associada. O principal site e a sede da universidade estão localizados em Créteil e são acessíveis pela linha 8 do metrô da estação Créteil-Université.